# 의녕
의녕(義寧)은 중국 수(隋) 공제(恭帝)의 연호이자 수나라의 마지막 연호이다. 617년 11월에서 618년 5월까지 7개월 동안 사용하였다. 617년 11월에 이연(李淵)이 장안에서 공제를 옹립하고 개원하였다. 그러나 수 양제(煬帝)는 강도(江都)에서 계속 재위 중이었으므로 618년 3월까지 수나라에서는 공식적으로 대업(大業)과 의녕 두 개의 연호가 사용되었다. 618년 5월, 공제는 이연에게 선위하고 황제에서 물러났으며 이로써 당(唐)이 건국되고 수나라는 멸망하였다.
같은 시기에 사용된 다른 연호로는 수 양제가 사용한 대업(大業 : 605년 ~ 618년), 주찬(朱粲)의 초(楚) 정권이 사용한 사연호 창달(昌達), 임사홍(林士弘)의 초(楚) 정권이 사용한 사연호 태평(太平), 두건덕(竇建德)의 하(夏) 정권이 사용한 사연호 정축(丁丑), 이밀(李密)의 위(魏) 정권이 사용한 사연호 영평(永平), 유무주(劉武周)가 사용한 사연호 천흥(天興), 양사도(梁師都)의 양(梁) 정권이 사용한 사연호 영륭(永隆), 곽자화(郭子和)가 사용한 사연호 정평(正平), 설거(薛擧)의 진(秦) 정권이 사용한 사연호 진흥(秦興), 소선(蕭銑)의 양(梁) 정권이 사용한 사연호 명봉(鳴鳳, 혹은 鳳鳴), 조무철(曺武徹)이 사용한 사연호 통성(通聖)이 있다.

## 개원
대업(大業) 13년 11월 16일(617년 12월 19일)에 연호를 의녕(義寧)으로 개원함.

## 연대대조표
| 의녕                   | 원년                       | 2년        |
| 서력                   | 617년                      | 618년      |
| 육십간지 (六十干支)    | 정축(丁丑)                 | 무인(戊寅) |
| 수 양제 (隋煬帝)       | 대업(大業) 13년            | 14년       |
| 초(楚) 주찬(朱粲)      | 창달(昌達) 3년             | 4년        |
| 초(楚) 임사홍 (林士弘) | 태평(太平) 2년             | 3년        |
| 하(夏) 두건덕 (竇建德) | 정축(丁丑) 원년            | 2년        |
| 위(魏) 이밀(李密)      | 영평(永平) 원년            | 2년        |
| 유무주 (劉武周)        | 천흥(天興) 원년            | 2년        |
| 양(梁) 양사도 (梁師都) | 영륭(永隆) 원년            | 2년        |
| 곽자화 (郭子和)        | 정평(正平) 원년            | 2년        |
| 진(秦) 설거(薛擧)      | 진흥(秦興) 원년            | 2년        |
| 양(梁) 소선(蕭銑)      | 명봉(鳴鳳, 혹은 鳳鳴) 원년 | 2년        |
| 조무철 (曺武徹)        | 통성(通聖) 원년            | -          |

## 삭일(1일)
| 의녕 원년 (617년) | 1월             | 2월             | 3월             | 4월             | 5월             | 6월             | 7월             | 8월             | 9월             | 10월            | 11월            | 12월            |
| ----------------- | --------------- | --------------- | --------------- | --------------- | --------------- | --------------- | --------------- | --------------- | --------------- | --------------- | --------------- | --------------- |
| 삭일(음력)        | 임자일 (壬子日) | 임오일 (壬午日) | 신해일 (辛亥日) | 신사일 (辛巳日) | 경술일 (庚戌日) | 경진일 (庚辰日) | 기유일 (己酉日) | 기묘일 (己卯日) | 기유일 (己酉日) | 무인일 (戊寅日) | 무신일 (戊申日) | 정축일 (丁丑日) |
| 율리우스력        | 617년 2월 11일  | 3월 13일        | 4월 11일        | 5월 11일        | 6월 9일         | 7월 9일         | 8월 7일         | 9월 6일         | 10월 6일        | 11월 4일        | 12월 4일        | 618년 1월 2일   |
| 의녕 2년 (618년)  | 1월             | 2월             | 3월             | 4월             | 5월             | 6월             | 7월             | 8월             | 9월             | 10월            | 11월            | 12월            |
| 삭일(음력)        | 정미일 (丁未日) | 병자일 (丙子日) | 병오일 (丙午日) | 을해일 (乙亥日) | 을사일 (乙巳日) | 갑술일 (甲戌日) | 갑진일 (甲辰日) | 계유일 (癸酉日) | 계묘일 (癸卯日) | 임신일 (壬申日) | 임인일 (壬寅日) | 신미일 (辛未日) |
| 율리우스력        | 618년 2월 1일   | 3월 2일         | 4월 1일         | 4월 30일        | 5월 30일        | 6월 28일        | 7월 28일        | 8월 26일        | 9월 25일        | 10월 24일       | 11월 23일       | 12월 22일       |

## 같이 보기
- 중국의 연호 목록